# Nokia 3110 classic
Il Nokia 3110 classic è un telefono cellulare prodotto dalla Nokia e commercializzato dal 2007. Il cellulare prende il proprio nome dall'omonimo cellulare del 1997, il Nokia 3110, con il quale però non ha nulla in comune, se non una vaga somiglianza nella linea.
Il Nokia 3110 classic è provvisto di una fotocamera e sfrutta il sistema operativo Series 40 su reti GSM a 900 MHz, 1800 MHz, o 1900 MHz ed è provvisto di connettività EDGE. In alcune regioni il Nokia 3110 classic è stato sostituito dal Nokia 3110c, identico in tutto tranne la connettività EDGE di cui è sprovvisto. Il Nokia 3110 evolve è una versione identica, a parte i materiali riciclabili con cui è costruito e il caricabatterie a risparmio energetico.
Il 3110 classic inoltre supporta Bluetooth, radio FM, MP3 e riproduzione di audio e video, e ha una memoria espandibile, tramite microSD fino a 2 gigabyte.

## Caratteristiche tecniche
- Reti: TriBand GSM 900 -1800 -1900 MHz
- Dimensioni: 108,5 x 45,7 x 15,6 mm
- Massa con batteria in dotazione: 87 gammi
- Anno di uscita: 2007
- Batteria: Li-Ion 1020 mAh (BL-5C)
- Kit d'acquisto: batteria, manuale, caricabatteria da viaggio, auricolare
- Autonomia in standby: 370 h
- Autonomia in conversazione: 4 h